# Złatolist (obwód Błagojewgrad)
Złatolist (bułg. Златолист) – wieś w Bułgarii, w obwodzie Błagojewgrad, w gminie Sandanski. Według Ujednoliconego Systemu Ewidencji Ludności oraz Usług Administracyjnych dla Ludności, 15 marca 2016 roku miejscowość liczyła 10 mieszkańców.

## Osoby związane z miejscowością
- Prepodobna Stojna – bułgarska jasnowidzka i uzdrowicielka